# Rubus juennensis
Rubus juennensis är en rosväxtart som beskrevs av G.H. Leute och W. Maurer. Rubus juennensis ingår i släktet rubusar, och familjen rosväxter. Inga underarter finns listade i Catalogue of Life.